# Collegio uninominale Puglia - 05 (Camera dei deputati 2017)
Il collegio elettorale uninominale Puglia - 05 è stato un collegio elettorale uninominale della Repubblica Italiana per l'elezione della Camera dei deputati tra il 2017 ed il 2022.

## Territorio
Come previsto dalla legge elettorale italiana del 2017, il collegio era stato definito tramite decreto legislativo all'interno della circoscrizione Puglia.
Era formato dal territorio di 15 comuni: Acquaviva delle Fonti, Altamura, Binetto, Bitetto, Cassano delle Murge, Gravina in Puglia, Grumo Appula, Minervino Murge, Palo del Colle, Poggiorsini, Sammichele di Bari, Santeramo in Colle, Spinazzola, Toritto e Turi.
Il collegio era compreso tra la città metropolitana di Bari e la provincia di Barletta-Andria-Trani.
Il collegio era parte del collegio plurinominale Puglia - 01.

## Eletti
| Elezione | Elezione | Deputato       | Partito            |
| -------- | -------- | -------------- | ------------------ |
|          | 2018     | Nunzio Angiola | Movimento 5 Stelle |
|          | 2020     | Nunzio Angiola | Azione             |

## Dati elettorali

### XVIII legislatura
Come previsto dalla legge elettorale, 232 deputati erano eletti con sistema a maggioranza relativa in altrettanti collegi uninominali a turno unico.
| Candidati              | Candidati                | Voti    | %     | Liste                    | Voti    | %     |
| ---------------------- | ------------------------ | ------- | ----- | ------------------------ | ------- | ----- |
|                        | Nunzio Angiola ✔️ Eletto | 72 248  | 48,27 | Movimento 5 Stelle       | 72 248  | 48,27 |
|                        | Rossano Sasso            | 47 774  | 31,92 | Forza Italia             | 27 505  | 18,38 |
| Lega                   | Rossano Sasso            | 47 774  | 31,92 | 8 277                    | 5,53    |       |
| Noi con l'Italia - UDC | Rossano Sasso            | 47 774  | 31,92 | 6 088                    | 4,07    |       |
| Fratelli d'Italia      | Rossano Sasso            | 47 774  | 31,92 | 5 904                    | 3,94    |       |
|                        | Liliana Ventricelli      | 20 308  | 13,57 | Partito Democratico      | 17 589  | 11,75 |
| +Europa                | Liliana Ventricelli      | 20 308  | 13,57 | 1 416                    | 0,95    |       |
| Italia Europa Insieme  | Liliana Ventricelli      | 20 308  | 13,57 | 768                      | 0,51    |       |
| Civica Popolare        | Liliana Ventricelli      | 20 308  | 13,57 | 535                      | 0,36    |       |
|                        | Salvatore Lospalluto     | 5 210   | 3,48  | Liberi e Uguali          | 5 210   | 3,48  |
|                        | Domenico Gargano         | 1 333   | 0,89  | CasaPound                | 1 333   | 0,89  |
|                        | Angelo D'Ingeo           | 1 007   | 0,67  | Il Popolo della Famiglia | 1 007   | 0,67  |
|                        | Gaetano Colantuono       | 971     | 0,65  | Potere al Popolo!        | 971     | 0,65  |
|                        | Domenico Termine         | 522     | 0,35  | Partito Comunista        | 522     | 0,35  |
|                        | Maria Giannuzzi          | 183     | 0,12  | 10 Volte Meglio          | 183     | 0,12  |
|                        | Anna Patimo              | 115     | 0,08  | PRI - ALA                | 115     | 0,08  |
| Totale                 | Totale                   | 149 671 | 100   |                          | 149 671 | 100   |
|                        |                          |         |       |                          |         |       |
| Voti non validi        | Voti non validi          | 4 595   | 2,98  |                          |         |       |
| Votanti                | Votanti                  | 154 266 | 72,55 |                          |         |       |
| Elettori               | Elettori                 | 212 628 |       |                          |         |       |